# Hannam-dong
Hannam-dong là một dong, phường của Yongsan-gu ở Seoul, Hàn Quốc.
Ban đầu nó không được tính là phường của Yongsan, trong thời kỳ Triều Tiên dưới sự cai trị của Nhật Bản, đó là một ngôi làng nhỏ tên là Làng Sông Hán (한강리/漢江里) trong thị trấn Hanji (한지면/漢芝面), huyện Goyang (고양군/高陽郡) và nằm sát sông Hán.
Nằm ngay bên kia sông từ khu Gangnam và gần với các địa điểm ở phía bắc Seoul, nó nằm ngay trung tâm Seoul. Nhiều người nổi tiếng và giám đốc điều hành sống trong ba khu dân cư nổi tiếng trong khu vực: UN Village, The Hill và Richensia Apartments. Các khu xung quanh thường không đông đúc như các khu vực khác của Seoul. Bắt đầu từ những năm 2010, khu vực này đã phát triển thành một điểm nóng thời thượng cả ngày lẫn đêm với các quán cà phê, nhà hàng và quán bar nổi tiếng trong khu vực.
Khu vực này cũng tập trung đông cư dân người nước ngoài, chủ yếu là giám đốc điều hành doanh nghiệp và các nhà ngoại giao, cũng như gia đình của những người lính Hoa Kỳ đóng quân tại Hàn Quốc.

## Địa điểm thu hút
- Bảo tàng Nghệ thuật Leeum Samsung[6]

## Giáo dục
Trường tiểu học:
- Trường Tiểu học Hannam Seoul[7]

Trường quốc tế:
- Trường Quốc tế Đức Seoul[8]

Đại học Dulwich Seoul là một trường học của Anh cách đó khoảng 15 phút lái xe.
Trước đây, trường Pháp Seoul nằm ở Hannam-dong. Năm 1985, nó chuyển đến làng Seorae ở Banpo-dong, Seocho-gu.

## Giao thông
- Ga Hangangjin của
- Ga Hannam của